# European Athletics Classic
L'European Athletics Classic, Meeting in Honour of Miners' Day, est un meeting international organisé chaque année à Velenje en Slovénie. En 2015, se déroulera la 20e édition du meeting reconnu comme « classique » par l'Association européenne d'athlétisme.